# Sobralia luerorum
Sobralia luerorum là một loài thực vật có hoa trong họ Lan. Loài này được Dodson miêu tả khoa học đầu tiên năm 1998.

## Hình ảnh

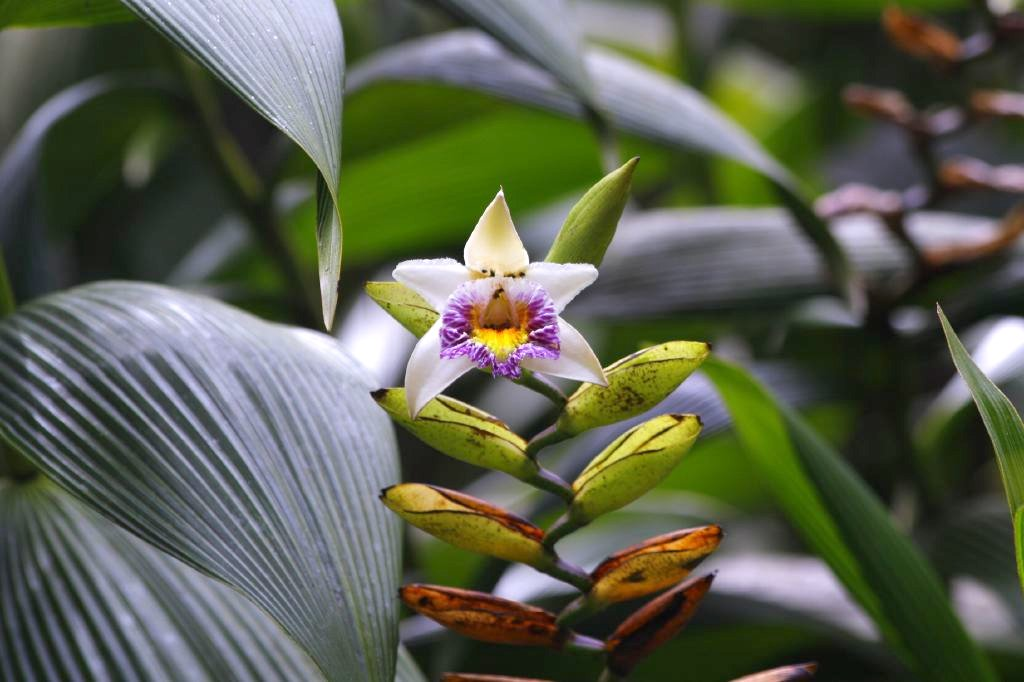